# Alfstedt (Geestland)
Alfstedt (niederdeutsch Alfst) ist ein Ortsteil der Ortschaft Kührstedt in der Stadt Geestland im niedersächsischen Landkreis Cuxhaven.

## Geografie

### Lage
Das Dorf Alfstedt befindet sich östlich der Großstadt Bremerhaven. Südlich des Ortes verläuft die Kreisstraße K 36 und westlich die K 38.

### Nachbarorte
| Drangstedt | Bad Bederkesa                               |        |
|            | Kompassrose, die auf Nachbargemeinden zeigt |        |
|            | Ortsteil Kührstedt                          | Lintig |

(Quelle:)

## Geschichte
Eine enge Verbundenheit mit den Nachbarorten lässt sich historisch nachweisen, weil das Dorf und Gut bereits vor Jahrhunderten zur Börde Ringstedt und zum Amt Bederkesa gehörte. Die Vogtei Kührstedt umfasste ebenfalls schon Alfstedt. In der mehrjährigen Franzosenzeit um 1810 war Alfstedt der Kommune Bederkesa im Kanton Beverstedt zugeteilt. Später wurden höhere Verwaltungsaufgaben wieder vom Amt Bederkesa, Amt Lehe (1859–1885), Kreis Lehe (1885–1932), Landkreis Wesermünde (1932–1977) beziehungsweise Landkreis Cuxhaven durchgeführt. Alfstedt wurde im Jahre 1840 eine selbständige Landgemeinde. Aus dem Gemeindegebiet wurde außerdem 1876 die gleichnamige Gemarkung gebildet.

### Eingemeindungen
1968 schloss sich die zuvor selbständige Gemeinde Alfstedt mit der Nachbarkommune zur neuen Gemeinde Kührstedt zusammen. Kührstedt war seit 1974 Mitgliedsgemeinde der Samtgemeinde Bederkesa, deren Mitgliedsgemeinden sich zusammen mit der Stadt Langen zum 1. Januar 2015 zur neuen Stadt Geestland zusammenschlossen.

### Einwohnerentwicklung
| Jahr      | 1824  | 1848  | 1910  | 1925  | 1933  | 1939  | 1950  | 1956  | 1961  |
| --------- | ----- | ----- | ----- | ----- | ----- | ----- | ----- | ----- | ----- |
| Einwohner | – ¹   | 225 ² | 234   | 267   | 279   | 300   | 481   | 400   | 377   |
| Quelle    | [ 5 ] | [ 6 ] | [ 7 ] | [ 8 ] | [ 8 ] | [ 8 ] | [ 9 ] | [ 9 ] | [ 1 ] |

¹ 40 Feuerstellen

² in 46 Häusern (incl. Gut)
|  |

## Politik

### Ortsrat und Ortsbürgermeister
Alfstedt wird auf kommunaler Ebene vom Ortsrat der Ortschaft Kührstedt vertreten.

### Wappen
Der Entwurf des Kommunalwappens von Alfstedt stammt von dem Heraldiker und Wappenmaler Gustav Völker, der zahlreiche Wappen im Landkreis Cuxhaven erschaffen hat.
| Wappen von Alfstedt | Blasonierung: „In Rot ein silberner, golden bewehrter Kranich mit aufgerichteten Flügeln und einer goldenen Kugel im erhobenen Ständer.“ |
| Wappen von Alfstedt | Wappenbegründung: Das Wappen ist dem des Adelsgeschlechtes von der Lieth nachgebildet, das von 1350 bis 1782 das Dorf besaß.             |

## Kultur und Sehenswürdigkeiten

### Denkmäler
Ein Kriegerdenkmal für die Gefallenen und Vermissten aus dem Ersten und Zweiten Weltkrieg steht in Alfstedt an der Alfstedter Hauptstraße / Am Denkmal neben dem Hochzeitshain.

### Naturdenkmale
- Vier Eichen (Verordnungsdatum 2. Oktober 1995)

## Verkehr
Alfstedt gehört seit dem 1. Januar 2016 zum Tarifgebiet des Verkehrsverbunds Bremen/Niedersachsen. An Schultagen wird die Ortschaft mit der Linie 543 an Bad Bederkesa angeschlossen. Ansonsten besteht nur die Möglichkeit mit einem Anrufsammeltaxi in Bad Bederkesa einen Anschluss an die Linie 525 in Richtung Bremerhaven-Lehe zu erreichen.